# Andið eðlilega
Andið eðlilega (Engelstalige titel: And Breathe Normally) is een IJslands-Zweeds-Belgische film uit 2018, geschreven en geregisseerd door Ísold Uggadóttir.

## Verhaal
Lara werkt op de luchthaven als grensbewaakster en heeft het financieel niet gemakkelijk maar doet haar best om haar zoontje Eldar zo goed mogelijk op te voeden. Op een dag geraakt ze aan de praat met Adja, een vluchtelinge uit Guinee-Bissau wier paspoort niet in orde is. De twee vrouwen ontwikkelen een band, ondanks hun culturele verschillen.

## Rolverdeling
| Acteur                     | Personage |
| -------------------------- | --------- |
| Kristín Þóra Haraldsdóttir | Lara      |
| Babetida Sadjo             | Adja      |
| Þorsteinn Bachmann         | Hörður    |
| Gunnar Jónsson             | Chauffeur |
| Sveinn Geirsson            | Bergur    |
| Patrik Nökkvi Pétursson    |           |

## Release
Andið eðlilega ging op 22 januari 2018 in première op het Sundance Film Festival in de World Cinema Dramatic Competition.